# 윤홍균
윤홍균(1976년 ~ )은 대한민국의 의사이다.

## 학력 및 경력
- 중앙대학교 의과대학 석사/의학박사
- 한국중독정신의학회 이사
- 금연치료 건강보험 지원사업 교육 초빙강사
- 게임과몰입그룹 인지치료 매뉴얼 프로그램 개발 자문위원

## 저서
- 2016년 <자존감 수업>: 심플라이프
- 2020년 <사랑 수업>: 심플라이프
- 2024년 <마음 지구력>: 북 이십일